# Episodi di Good Witch (settima stagione)
La settima e ultima stagione della serie televisiva Good Witch, composta da 10 episodi, è stata trasmessa in prima visione assoluta negli Stati Uniti su Hallmark Channel dal 16 maggio al 25 luglio 2021.
In Italia la stagione è trasmessa in prima visione assoluta su Rai 2 dal 13 al 27 gennaio 2022.
| n° | Titolo originale | Titolo italiano | Prima TV USA   | Prima TV Italia |
| -- | ---------------- | --------------- | -------------- | --------------- |
| 1  | The Party        | La festa        | 16 maggio 2021 | 13 gennaio 2022 |
| 2  | The Shell        | La conchiglia   | 23 maggio 2021 | 14 gennaio 2022 |
| 3  | The Delivery     | Il lieto evento | 30 maggio 2021 | 17 gennaio 2022 |
| 4  | The Exchange     | Il baratto      | 6 giugno 2021  | 18 gennaio 2022 |
| 5  | The Kite         | L'aquilone      | 13 giugno 2021 | 19 gennaio 2022 |
| 6  | The Wishes       | I desideri      | 20 giugno 2021 | 20 gennaio 2022 |
| 7  | The Magic        | La magia        | 27 giugno 2021 | 21 gennaio 2022 |
| 8  | The Sprint       | La gara         | 11 luglio 2021 | 24 gennaio 2022 |
| 9  | The Search       | La ricerca      | 18 luglio 2021 | 26 gennaio 2022 |
| 10 | The Wedding      | Il matrimonio   | 25 luglio 2021 | 27 gennaio 2022 |

## La festa
- Titolo originale: The Party
- Diretto da:Jonathan Wright
- Scritto da: Darin Goldberg

### Trama
Nei mesi successivi alla rottura della maledizione, le cugine si trovano a fare i conti con il mistero che coinvolge i sacchetti di velluto viola che hanno ricevuto in modo anonimo. Joy (che ha deciso di rimanere dopo che il progetto del Vermont è fallito) fa un sogno, ricordando di aver costruito un simbolo su una spiaggia. Anche Vincent, fratello adottivo di Cassie, torna a Middelton perché ha ingaggiato un investigatore per trovare i suoi genitori biologici. Vincent suggerisce a Sam di fare una gita in barca per rimediare al poco tempo che lui e Cassie passano insieme. Sam e Cassie fanno un viaggio in barca che va in panne e li porta nella stessa spiaggia in cui trovano  il simbolo sognato da Joy (sogno che Joy ancora non ha raccontato alle cugine). L'accordo di Abigail e Donovan per un lungo fidanzamento potrebbe finire per naufragare quando Daniel e Quinn, rispettivamente il fratello e l'ex fidanzata di Donovan, arrivano e aumentano la tensione soprattutto perché Donovan non ne sapeva nulla. Stephanie, ancora sconvolta dagli incarichi missionari di Adam, sta riflettendo se restare con lui o passare ad altre persone. Quando Adam torna, Stephanie scopre che ha incontrato un'altra donna di nome Eileen e che tra una settimana partiranno per una nuova missione. Martha e Tom accettano con riluttanza di aiutare la loro nuora incinta, anche se Martha è più riluttante a farsi coinvolgere. All'evento per celebrare il fidanzamento, Donovan dice a tutti, inclusa Dottie, di non aver ancora fissato la data del matrimonio, ma la sua gelosia per il fratello porta Abigail a chiedergli di trascorrere del tempo separati per ora. Più tardi quella sera, le cugine aprono i sacchetti e li versano su una tela disegnata da Cassie che rivela il simbolo, e scoprono che George è coinvolto.
- Ascolti Italia: telespettatori 242.000 – share 1,90%[3]

## La conchiglia
- Titolo originale: The Shell
- Diretto da:Jonathan Wright
- Scritto da: Vincent Pagano

### Trama
George rivela di aver dato i sacchetti di terra perché aveva incontrato Laurel all'età di 17 anni, quando fu assunto per dipingere il gazebo. Laurel gli consegnò i sacchetti con le istruzioni a chi darli e quando. La terra che contengono i sacchetti appartiene all'originale fattoria Merriwick in Inghilterra. Eileen fa una visita a sorpresa ad Adam, che si contiene per non far sentire Stephanie a disagio. Più tardi Eileen aiuta Stephanie nel caffè, instaurando così un legame nonostante la situazione di contesa sentimentale. Durante una conversazione, Joy rivela che non potrà mai riconciliarsi con suo padre, quindi evita i ricordi sull’isola. Cosi le cugine si recano sulla spiaggia dove Cassie ha visto il simbolo. Qui, Abigail trova una conchiglia simile a quella regalata a Joy da suo padre. Ad una cena famigliare dei Davenport, Daniel inizia a vantarsi di aver ricevuto l’appoggio del presidente degli Stati Uniti per la  campagna elettorale del suo candidato, ma Donovan lo accusa di mentire perché sa che è stato licenziato dal deputato Kim. Abigal fa riflettere Dotty sul modo in cui ha cresciuto i figli. Martha e Dotty discutono degli errori fatti nel crescere i loro figli e concordano che avrebbero potuto fare un lavoro migliore visto che la prima è stata iperprotettiva e la seconda ha agevolato la competizione tra i figli. Prima di andarsene, Eileen si china per dare un ultimo bacio ad Adam, ma lui fa un passo indietro e Stephanie osserva da lontano. Vincent riceve una pista dall'investigatore privato su dove si possa trovare la madre. Si reca con Cassie presso l'indirizzo, ma viene informatore che si è trasferita da molti anni. Qui conosce Michael, un ragazzo in affido, e prende a cuore la sua situazione decidendo di essere per lui una sorta di fratello maggiore. Inoltre, a Middelton si organizza la serata film al parco, una festa a tema anni cinquanta con sfide tra maschi e femmine, in cui verrà proiettato il film Grease - Brillantina. Joy ritrova la conchiglia del padre e capisce a che cosa serve il simbolo.
- Ascolti Italia: telespettatori 286.000 – share 2,20%[4]

## Il lieto evento
- Titolo originale: The Delivery
- Diretto da: Stefan Scaini
- Scritto da: Darin Goldberg

### Trama
Grace, la figlia di Cassie, torna dopo aver passato sei mesi in Spagna. Le cugine comprendono che il simbolo serve per una protezione anche se non sanno da che cosa. Poco dopo Cassie riceve il messaggio da Grace che non torna perché ha ricevuto un'offerta di lavoro presso un famoso stilista di Milano. Daniel, rimasto senza lavoro, convince il fratello Donovan a migliorare la sua presenza sui social media se vuole tentare la scalata per diventare governatore. Tom, marito di Martha, si fa male sbattendo il ginocchio contro una scrivania. Martha scopre così che suo marito non effettua controlli medici da trent'anni. Abigail vende il negozio dopo aver ricevuto un'offerta di Flowers Universe. Stephanie decide di apprendere il francese e segue un corso di un affascinante insegnante con cui sembra intendersela. Inoltre inizia dei lavori di rinnovo al bistrot affidati a Joy che ha un incidente:il suo  braccio s'incastra e devono chiamare i pompieri tra cui spicca Zoey, un'affascinante donna che Joy sembra apprezzare. Daniel posta una foto privata di Donovan e Abigal. Martha chiede aiuto a Sam per la situazione di Tom. Sam tenta di visitarlo a domicilio. Nel frattempo, Claire, la nuora di Martha e Tom, sta per partorire, ma la caduta di un grosso olmo blocca le auto nel vialetto della casa. Il consigliere Terry telefona a Donovan per ingaggiare Daniel in vista della sua campagna elettorale per diventare sindaco. Dylan e Claire decidono di trasferirsi a Middelton, mentre Tom fissa un appuntamento per la visita medica. Flowers Universe trova un posto migliore e ritira l'offerta ad Abigal per il suo negozio.
- Ascolti Italia: telespettatori 305.000 – share 2,30%[5]

## Il baratto
- Titolo originale: The Exchange
- Diretto da: Stefan Scaini
- Scritto da: Vincent Pagano

### Trama
Sam deve operare Damian Hall, un importante giocatore di basket, e questo lo rende nervoso. Abigail va su tutte le furie quando Donovan le consegna un assegno, durante la colazione, per poter aprire la sua agenzia pubblicitaria. Joy e Martha intendono far rivivere una vecchia tradizione di Middelton ovvero il baratto di vecchi oggetti. Zoey si sente turbata dalla curiosità e dalla insistenza di Joy di conoscere la storia della sua relazione, e così le chiede di andarsene. Proprio mentre gioca a basket con Adam, Sam si infortuna al nervo radiale che lo impossibilita ad operare e annulla l'intervento. In città arriva Maxine la cugina di Martha, che hanno caratteristiche di  lineamenti e fisionomia uguali. Presso il negozio di fiori Abigal rifiuta l'assegno di Donovan. Più tardi, Zoey si scusa con Joy e le racconta della sua relazione con Avery, la sua ex morta in servizio poiché era un vigile del fuoco come lei. Abigail rivela ad Adam di non considerare il gesto di Donovan conforme alla sua visione del matrimonio non tradizionale. Adam suggerisce una terapia di coppia. Sam rivela a Cassie di essere preoccupato di non poter più operare in futuro. Martha e Maxine litigano per una coperta di famiglia che è stata data a Dylan dopo la sua nascita. Adam tenta di scusarsi con Sam che non è molto espansivo verso l'amico. Il bistrot ospita uno speed dating, uno stratagemma organizzato da Stephanie per attirare Sean, il professore di francese. Stephanie diventa ansiosa quando apprende che hanno bisogno di un'altra persona per lo speed dating. Fortunatamente, Joy si offre volontaria per presentare la serata in modo che Stephanie possa partecipare. Abigail riferisce a Donovan di fare una terapia di coppia come suggerisce Adam. Nella discussione si inserisce George che convince Donovan.  Stephanie trova un'opportunità per parlare con Sean, e ben presto lui le rivela che vorrebbe uscire con lei. Nella seduta di terapia di coppia Abigail rivela le sue difficoltà a fare gioco di coppia e insiste nel mantenere il suo cognome dopo il matrimonio. Maxine e Martha  risolvono la disputa sulla coperta dopo averla trovata nascosta in una vecchia scatola di giocattoli. Durante il baratto Joy riceve delle rune, Abigail dei bicchieri per champagne, Stephanie il bracciale di Adam che riceve una scacchiera. Sam si rende conto che Damian potrebbe essere curato senza sottoporsi alla chirurgia. Per amore di Donovan, Abigail decide di legare il suo cognome a quello del futuro marito diventando così Abigail Pershing-Davenport. Cassie riceve per il baratto un vecchio aquilone che riporta le iniziali dei suoi genitori.
- Ascolti Italia: telespettatori 264.000 – share 2,00%[6]

## L'aquilone
- Titolo originale: The Kite
- Diretto da: Alison Reid
- Scritto da: Darin Goldberg

### Trama
Cassie racconta a Sam che l'aquilone veniva fatto volare dai suoi genitori ogni anno nel giorno del loro anniversario di matrimonio. In una di queste occasioni il filo si ruppe e l'aquilone volò via.  Joy sogna il prosieguo del suo sogno dove il padre se ne va con l'amuleto. Le cugine intendono trovare il padre di Joy. Abigail e Donovan festeggiano i loro successi con i bicchieri per champagne avuti al baratto. Così Abigail racconta a Cassie di aver notato la scritta Willow View Inn, un albergo e crede di trovare lì il padre di Joy. Stephanie chiede a Martha di annullare una multa, ma la richiesta viene respinta. Donovan, Adam e Sam concorrono per diventare discepoli del  Leopard Lodge affrontando tre prove. Martha si risveglia con le sue rose strappate e infilate nel suo letto. Così rimprovera Stephanie, perché pensa possa essere stata lei, ma non è così. Le cugine si recano presso l'albergo e Joy riconosce il padre nella figura del consierge Elliot Williams. Joy lo affronta chiedendogli perché ha cambiato il suo  vero nome Philip Harper in quello attuale. Lui risponde di non avere figli. Martha si fa ospitare da Sam perché ha paura. Le cugine si scambiano confidenze sulle loro intuizioni e Cassie rivela che la sua prima premonizione fu sull'incidente dei suoi genitori e questo la rende triste perché non fece nulla per salvarli. Martha, dopo aver passato la notte da Sam, si sveglia e in cucina vede la scritta del suo nome al contrario. Abigail affronta Philip, che le rivela di non ricordare più il suo passato. Stephanie ha il suo appuntamento con Sean che non è come voleva. Abigail porta Philip dalle cugine e con l'aiuto delle rune inizia a ricordare. Nell'ultima prova Adam e Sam si scontrano facendo riaffiorare le tensioni per l'incidente di Sam. Joy racconta a Philip della morte della madre. Lui racconta che sua madre temeva qualcosa di grave e gli fece bere del tè e da quel giorno si allontanò dalla famiglia. La madre gli consegnò un amuleto per Joy e tentano di recuperarlo. Sean fa capire a Stephanie di dover ampliare gli orizzonti e l'appuntamento inizia a migliorare. L'amuleto era nascosto in una vecchia quercia che ora non c'è più. Adam, Donovan e Sam vengono proclamati discepoli finché Jason, il barista, si oppone perché Adam gli ha distrutto la vita con una partita di scacchi persa che gli ha fatto rinunciare al MIT. Martha decide di dormire in ufficio con il personale della sicurezza a farle da guardia. Adam perde la partita di proposito e Sam capisce di dover fare pace. Philip racconta a Joy dell'incontro tra lui e sua madre. Abigail conforta Cassie rispetto al ricordo dei suoi genitori. Le cugine usano le rune che suggeriscono la risposta: desiderio. Martha capisce di aver fatto lei tutte quelle cose nel sonno. Sam e Cassie fanno volare l'aquilone.
- Ascolti Italia: telespettatori 279.000 – share 2,10%[7]

## I desideri
- Titolo originale: The Wishes
- Diretto da: Alison Reid
- Scritto da: Vincent Pagano

### Trama
Cassie e le cugine Merriwick usando la risposta delle rune si recano al pozzo dei desideri. Constatano che molte monetine finiscono in un secchio, così lo rovesciano nel pozzo. La città di Middleton sta organizzando una serata a tema roller disco. Martha è entusiasta, soprattutto quando viene a sapere che ci sarà anche Logan Mann, un cantante che era in una band con Sam al liceo. Lui arriva poco dopo al bistrot e li invita al concerto. Adam e George tentano di salvare una chiesa storica e coinvolgono Logan nella loro crociata chiedendogli di suonare. Donovan è preoccupato per l'atteggiamento eccessivamente competitivo di Abigail quando si incontrano con Boyd e sua moglie per una partita a tennis. Infatti, la competizione rende Abigal irrispettosa e potrebbe compromettere l'appoggio di Boyd per la sua campagna per diventare governatore. George incontra la sua amica Samantha e le chiede di uscire. Tom regala a Martha un viaggio a Buenos Aires per ballare il tango. Donovan chiede a Abigail di far vincere Boyd. George non riesce a riparare una vecchia Radio CB. La radio si accende e Cassie inizia a parlare con una vecchia signora di nome Ellen. Martha si fa male alla caviglia e il viaggio è a rischio. Dopo il loro appuntamento, Samantha respinge George perché vuole una relazione stabile. Stephanie incontra Kyle, il suo primo bacio, e poco dopo arrivano Adam e Sean. Lei è in imbarazzo quando tutti e tre le danno una mano a preparare le Fallen Cake. Cassie va a trovare Ellen e scopre che era una vecchia amica di sua madre. Durante la partita Donovan cambia idea grazie ad Abigail e stracciano Boyd e sua moglie che decidono di appoggiare Donovan per la campagna elettorale. George dice a Samantha che resta in attesa finché lei non sarà pronta. Martha guarda indietro al suo passato, ricordando tutti i suoi desideri che si sono avverati. Da allora ha piena fiducia nel pozzo. La risonanza magnetica di Sam per il suo infortunio alla spalla da ottime notizie visto che può tornare ad operare. Il primo appuntamento di Joy con Zoey pone le basi per una possibile relazione tra le due e proseguono la serata andando al concerto di Logan. Anche Ellen va al concerto. Stephanie riceve una rosa da un ammiratore segreto che non è né Adam, né Sean, né Kyle. Il concerto inizia e anche Sam partecipa come chitarrista. La raccolta fondi di Adam e George guadagna abbastanza soldi per trasferire la chiesa e grazie ad Ellen ottengono anche il terreno per collocarla. Si scopre che la rosa è stata regalata a Stephanie da Abigail che voleva ricordarle di concentrarsi su se stessa piuttosto che su tutti gli uomini con cui è uscita. Quando le cugine si incontrano, si imbattono in un quadro che rivela due donne che indossano entrambi un amuleto.
- Ascolti Italia: telespettatori 222.000 – share 1,70%[8]

## La magia
- Titolo originale: The Magic
- Diretto da: Stefan Scaini
- Scritto ds: Darin Goldberg

### Trama
Joy crea una bacheca con delle immagini ritagliate dai giornali che corrispondono ai sogni che fá. In realtà sono delle visioni sul passato. Inoltre è preoccupata per Zoey, la donna che le piace. Abigail e Donovan sono scioccati nell’apprendere che non conoscono dettagli banali l’uno dell’altro e cosi organizzano un secondo primo appuntamento. Sam riceve una telefonata allarmante su sua sorella Joanne dovuta al peggioramento della sua Atassia. Adam non riesce ad ottenere fedeli per la sua chiesa. Sam e Cassie vanno da Joanne che risiede nella casa di famiglia. Joy va da Abigail per regalare a Zoey un mazzo di fiori gialli. Martha vuole passare del tempo con suo nipote e sceglie George come suo sostituto temporaneo nella carica di sindaco. Abigail ha uno stand presso la fiera della sposa dove incontra il proprietario di Flowers Universe, l'azienda che voleva rilevare la sua attività, che ha deciso di aprire un chiosco vicino al suo negozio. Sam rivela che non ha più praticato la magia dopo la morte di suo nonno. Zoey si imbatte in Adam, che le permette di chiarirsi le idee su Joy. Cassie tenta di far riprendere a Sam confidenza con la magia. Il cavallo di battaglia del nonno era il gioco del limone, dove usava un anello, lo faceva sparire per poi ritrovarlo in mezzo a un limone. Le cugine pensano che l'amuleto sia nascosto in un baule visto che nel quadro Patience e Fortune sono sedute proprio su un baule. George fa capire a Martha che può essere sia nonna che sindaco. Abigail riceve la disdetta di tre matrimoni a causa di Flowers Universe dando il via alla guerra dei fiori. Sam prova a fare il gioco del limone che riesce nonostante non l'abbia mai fatto. Joy e Abigail trovano nel baule una lettera di William spedita dalla Toscana e indirizza a Patience. Stephanie si imbatte in Adam all’ospedale dopo che si è procurata una piccola ferita per via della sua lista di cose da fare scritta quando aveva quattordici anni. Abigail compra un abito da sposa. Joanne inizia ad usare la sedia a rotelle dopo il gioco di magia fatto da Sam. Zoey porta dei fiori per Joy insieme a una loro foto, che quest’ultima appunta sulla bacheca che ha creato. Girando la bacheca, c’è una frase che recita: Attenti allo zenit della luna dall’alone rosso.
- Ascolti Italia: telespettatori 218.000 – share 1,60%[9]

## La gara
- Titolo originale: The Sprint
- Diretto da: Stefan Scaini
- Scritto da: Vincent Pagano

### Trama
Le cugine Merriwick cercano di trovare l’ubicazione dell’amuleto visto che hanno meno di una settimana per salvare il loro dono. Sam è ansioso di tornare a lavorare, Cassie dimentica l'evento e questo non aiuta a stemperare il nervosismo di Sam. È l’anniversario di Martha e Tom, e i due cercano un modo per sorprendersi a vicenda. Daniel pensa che suo fratello possa occupare il posto di senatore del distretto, il che potrebbe obbligare lui e Abigail a trasferirsi a Springfield. Joy e Zoey, nel frattempo, si preparano per il loro secondo appuntamento, ma quest’ultima riceve una chiamata d’emergenza da Apple Valley, che modifica la loro serata. Cassie suggerisce a Martha di preparare un'avventura per Tom, inoltre consiglia Joy che teme le conseguenze del lavoro di Zoey. Stephanie vuole inseguire i suoi sogni e iscriversi all’accademia, ma Adam scopre che deve essere a Parigi entro domani per un provino di pasticceria. Quindi decide di rinviare di un anno. Dotty e suo marito Davis hanno difficoltà nel loro matrimonio e acquista una candela da Cassie. Sam parte a razzo sul lavoro e questo potrebbe avere delle conseguenze. Le cugine e George usando la pietra della luna avuta nel baratto, tentano un incantesimo per trovare l'amuleto che ha esito negativo. Abigail perde la commessa sui fiori da consegnare al municipio a causa di Flower Universe. Cassie chiede a Sam di non esagerare sul lavoro. Martha invita tutte le coppie di amici a casa sua per fare una sorpresa a Tom. Il proprietario di Flower Universe offre ad Abigail un accordo inferiore del 30% rispetto alla prima offerta, ma lei rifiuta. Sam declina l'invito di Martha a causa del lavoro e Cassie è preoccupata per lui. Martha ha preparato la Sweetheart Sprint, una competizione fra coppie con in palio un giro in mongolfiera. Alla gara partecipano anche Dotty e Cassie in coppia a causa dei loro mariti impegnati altrove. Durante la gara Joy rivela a Zoey le sue preoccupazioni, Abigail e Donovan sono indecisi sulla proposta ricevuta, Dotty e Cassie parlano dei problemi con i rispettivi mariti, George tenta di conquistare Samantha, Stephanie e Adam ragionano sull'accademia di pasticceria. Quando Donovan chiede consiglio a sua madre riguarda la proposta ricevuta, lei gli suggerisce di non accettare un lavoro se questo significa stare lontano da Abigail. Come esempio, cita il suo matrimonio a distanza. Donovan è sbalordito nel sentire questo. Martha arriva ad un accordo sia con Abigail che con Flower Universe, dato che entrambi avranno due settimane al mese. Stephanie ottiene la possibilità di essere provinata spedendo la sua torta e il questionario. La gara è vinta da Abigail e Donovan, ma il premio viene ceduto a Martha e Tom che festeggiano l'anniversario per primi nel nuovo ristorante di Stephanie progetto da Joy. Samantha si apre sui suoi problemi di fiducia con George. Mentre Sam entra nel bistrot, Cassie lo affronta sulla sua abitudine di spingersi troppo oltre. Joy ammette a Zoey di aver tradito la sua ex Charlotte e di non voler ripetere lo stesso errore con lei. Donovan rifiuta l'offerta. Presto si candiderà come governatore. Le Merriwick si stanno lentamente consumando perché la loro pianta, situata nel giardino botanico della città, comincia ad appassire. Quando la luna con l’alone rosso toccherà il cielo, la situazione per loro sarà irrimediabile. Adam e Stephanie stanno ancora cercando di capire se riallacciare la loro relazione amorosa.
- Ascolti Italia: telespettatori 352.000 – share 2,50%[10]

## La ricerca
- Titolo originale: The Search
- Diretto da: Jonathan Wright
- Scritto da: Deanna Shumaker

### Trama
Joy ha un altro sogno/visione in cui Patience dà a Fortune il suo amuleto perché sta partendo con William. Il tutto avviene in una stanza segreta di Grey House. Joy abbatte una parete e così scopre la stanza. Cassie continua a parlare con i suoi defunti genitori. Joy inizia ad avere visioni sui suoi amici, infatti dice a Martha che Tom nasconde un segreto. Stephanie ammette a George che ha quasi baciato Adam. Abigail e Donovan prenotano il matrimonio tra sei mesi. Inoltre, Abigail rivela ad alta voce che Adam vorrebbe baciare Stephanie, questo le fa comprendere che inizia ad avere un legame simbiotico che le fa provare i sentimenti di chi le sta intorno. Le cugine vengono aiutate dai loro amici chiamati da Sam per cercare l'amuleto. Sam ammette a Cassie che sta lavorando troppo e le chiede scusa. Stephanie è stata presa al corso di pasticceria a Parigi e deve partire entro domani. Donovan suona una musica trovata su uno spartito che ha molte dissonanze. Abigail rivela a voce alta quello che Dotty prova nei confronti del marito. Così ammette al figlio che lei e suo padre sono separati da due mesi. Zoey va a trovare Joy e quest'ultima le rivela di essere una strega. Stephanie confessa a Martha di voler rimettersi con Adam, ma è combattuta perché sta per partire. Le sei note dissonanti servono come combinazione per aprire un cryptex. Mentre Zoey e Joy parlano sedute sulla scalinata del fatto di essere una strega, uno degli scalini si apre e esce il diario di Fortune. Cassie legge il diario per capire se c'è un indizio sull'amuleto. Dotty e il marito hanno l'ennesima lite. La madre di Cassie le racconta dei tre sacchetti viola e dell'amuleto avuti in dono da una vecchia che la madre di Patience e Fortune accolse negli ultimi istanti di vita. Da quel momento, tutte le Merriwick diventano delle streghe per generazioni. Dotty vuole il divorzio dal marito. Sam vede delle scritte sui sacchetti viola. Tom rivela a Martha che ha un segreto: deve operarsi per sostituire la valvola mitrale. Cassie legge nel diario che l'amuleto è stato distrutto. Zoey racconta che la luna riflette il sole e questo porta Joy ad ascoltare un disco in cui la bisnonna le rivela dove trovare il Globo dell'intento. Tale oggetto capta le energie negative che entrano in casa. Stephanie bacia Adam ed entrambi vogliono ripartire insieme. Abigail chiede a Donovan di sposarsi questa settimana e lui accetta. Cassie si chiarisce coi genitori riguardo al loro incidente. Joy nota che il chiavistello sul baule della speranza è lo stampo per fare l'amuleto. Tutte le cugine iniziano a star male e Cassie sviene.
- Ascolti Italia: telespettatori 219.000 – share 1,60%[11]

## Il matrimonio
- Titolo originale: The Wedding
- Diretto da: Jonathan Wright
- Scritto da: Darin Goldberg

### Trama
Cassie fa un infuso per permettere a Joy di sognare il momento in cui Patience, Fortune e la loro madre creano gli amuleti. Hanno bisogno di tre tipi di legno diverso: lignum vitae, Cocobolo, Palissandro per fondere un elemento che poi va versato nello stampo. Al bistrot, Adam rivela a George la sua tristezza, ma Stephanie riappare perché il suo volo è stato cancellato per il troppo vento. Joy, suo padre e Zoey pranzano insieme e all'improvviso appare Charlotte, la ex di Joy, che deve vedere una cliente. Zoey spinge Joy a parlare con la sua ex. Donovan ha prenotato per un viaggio in Toscana per la luna di miele. Tom è in ospedale per il prericovero. Le cugine, dopo aver recuperato il necessario, tentano di fare l'amuleto e usano la base del Globo dell'intento per ottenere fiamme viola. Dalla base esce un foglietto con su scritto: scuoti l'albero di famiglia. Tom dice a Martha che venerdì si opererà. Le cugine ottengono un amuleto che si rompe in due. Capiscono che l'amuleto di Fortune era d'argento. Anche Vincent torna a Grey House e Cassie gli dice le ultime novità. Anche l'amuleto in argento si spezza. Joy tenta di ricordare che cosa c'era nel crogiolo del suo sogno. Comprende che la terra dei sacchetti è l'elemento da usare nel processo. Così facendo ottengono finalmente l'amuleto perfetto. Vincent rivela a Cassie di voler prendere una casa a Middelton per diventare padre affidatario. Samantha invita Zoey a fare qualcosa per Joy e decide di imparare a ballare la salsa, così chiede a Sam di insegnarle. Cassie mette l'amuleto intorno al collo usando la montatura di una collana di Joy. Il tempo sta per scadere e le cugine escono in strada e per fortuna non vengono schiacciate dall'albero di famiglia che è stato sradicato dal vento. Joy nota dei pezzi dell'amuleto di Patience seppellito da Fortune. Cassie usa i pezzi legandoli al suo amuleto che riesce a catturare la maledizione della luna dall'alone rosso. Il giorno dopo, Adam e Stephanie si sposano circondati dai loro amici. Inoltre, Adam decide di seguirla a Parigi. Donovan dice a Abigail che non riusciranno mai a mettere al primo posto il matrimonio e si domanda che cosa stiano facendo. A casa, Sam chiede a Cassie di girare il mondo insieme. Zoey e Joy, mentre ballano, si scambiano un bacio. Abigail decide di partire ugualmente per la Toscana. L'operazione di Tom va a buon fine. Adam e Stephanie progettano il futuro insieme e si vedono già genitori di tre figli. Abigail, Cassie e Sam partono insieme così da poter anche riabbracciare Grace. 
- Ascolti Italia: telespettatori 312.000 – share 2,30%[12]